# Consell Mundial de la Sangha Budista
El Consell Mundial de la Sangha (Assemblea) Budista és una conferència budista ecumènica que aglutina les tradicions theravada, mahayana i vajrayana. Va ser fundada en 1966 a Colombo, Sri Lanka. Els seus actuals líders són el President Honorari ven. Wu Ming de Taiwan; Vicepresident Honorari Sik Kok Kwong de Hong Kong. Entre els membres de la Junta de Savis estan el Ven. K. Sri Dhammananda (mort), Veen. Somdej Phra Buddhacarya, i Veen. Thich Tam-Chau. Una de les seves finalitats és assolir unificar les tradicions budistes.
Inclou representants dels següents països: Alemanya, Austràlia, Bangladesh, Canadà, Dinamarca, Estats Units, França, Hong Kong, Índia, Indonèsia, Japó, Corea, Macau, Malàisia, Mongòlia, Myanmar, Nepal, Nova Zelanda, Filipines, Regne Unit, Singapur, Sri Lanka, Suècia, Taiwan i Tailàndia.